# Panikowka (przystanek kolejowy)
Panikowka (ros. Паниковка) – przystanek kolejowy w miejscowości Panikowka, w rejonie poczepskim, w obwodzie briańskim, w Rosji. Położony jest na linii Briańsk - Homel.